# 20e étape du Tour de France 2015
Pour un article plus général, voir Tour de France 2015.
La 20e étape du Tour de France 2015 s'est déroulée le samedi 25 juillet 2015 entre Modane et L'Alpe d'Huez sur une distance de 110,5 kilomètres. Le nom officiel de cette étape est « Modane Valfréjus - Alpe d'Huez ». Cette étape a fait l'objet d'une modification de parcours, le passage par le col de la Croix-de-Fer remplaçant celui par le col du Galibier, sans que le départ, l'arrivée ni le kilométrage ne soient modifiés.

## Parcours
Le peloton quitte Modane à 13h15, traverse Saint-Michel-de-Maurienne puis monte le col de la Croix-de-Fer, abordé par un autre versant la veille dans la 19e étape. Les coureurs descendent ensuite vers la vallée de l'Oisans et retrouvent au Bourg-d’Oisans (km 94,5) l’itinéraire initialement prévu, avant de grimper les 21 virages mythiques de la montée vers l'Alpe d'Huez,. Le col de la Croix-de-Fer avait déjà précédé la montée de l'Alpe-d'Huez lors de plusieurs éditions du Tour de France, quoique dans des étapes plus longues :
- la 17e étape du Tour de France 2008 (210,5 km), qui avait débuté à Embrun et également franchi le col du Galibier
- la 10e étape du Tour de France 1999 (220,5 km), partie de Sestrières via le col du Mont-Cenis
- la 10e étape du Tour de France 1995 (162,5 km), partie d'Aime via le col de la Madeleine
- la 14e étape du Tour de France 1992 (186,5 km), partie de Sestrières via les cols du Montgenèvre et du Galibier
- la 17e étape du Tour de France 1989 (165 km), partie de Briançon via le col du Galibier

## Déroulement de la course

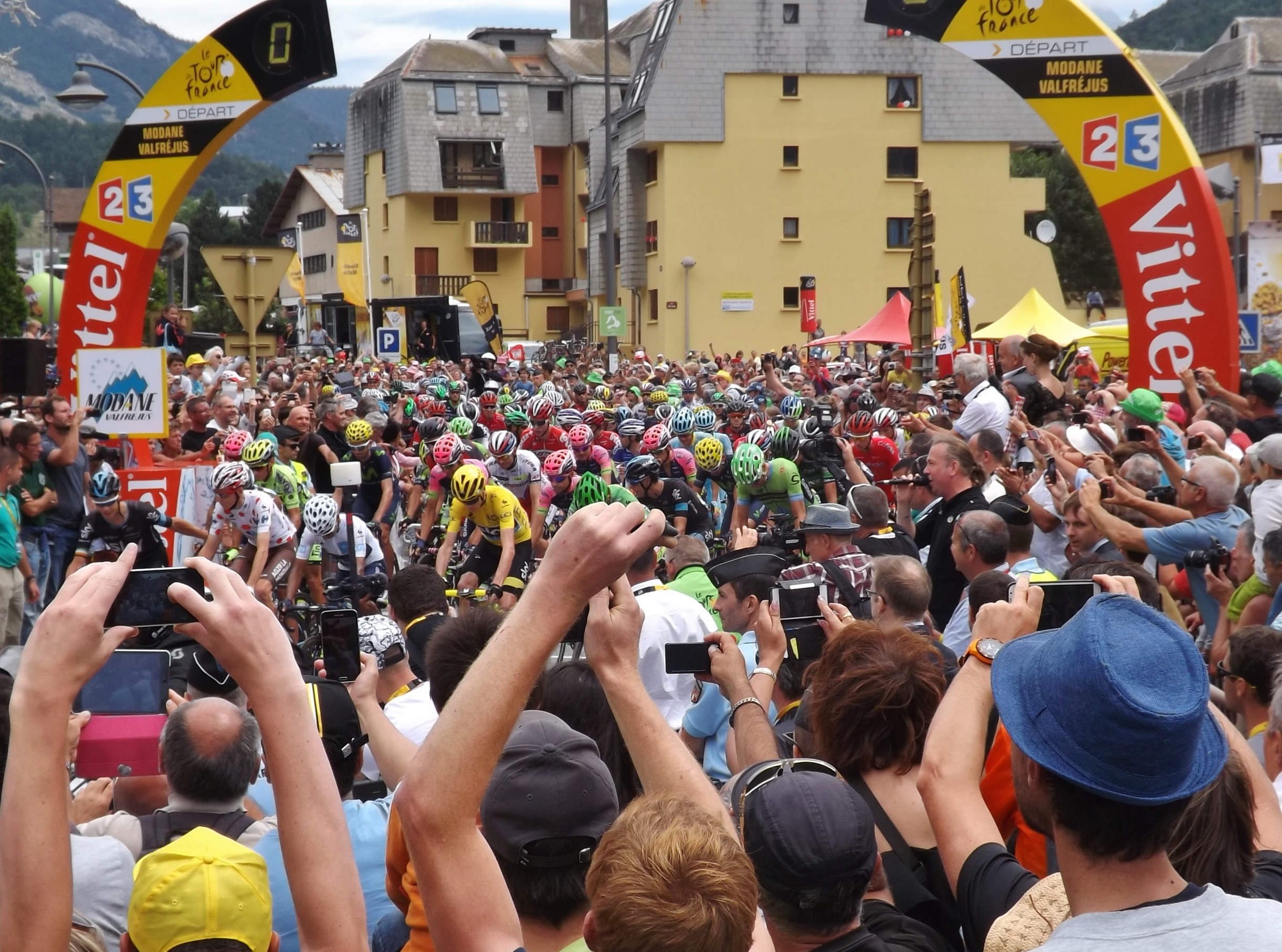
Départ des coureurs à Modane.

### Modification de parcours
Le tracé de cette étape a été modifié, en raison de l'éboulement prévu du tunnel du Chambon, la préfecture de l'Isère annonçant le 25 juin 2015 que la route départementale 1091, reliant Grenoble à Briançon, ne pourrait être rouverte avant la course. Cette annonce confirme des inquiétudes apparues dès le 10 avril 2015, lorsque la route est interrompue et remplacée par des liaisons fluviales à travers le lac du Chambon, alors que des travaux de consolidation du tunnel sont engagés. Ces travaux démontrant que le mouvement géologique est d'une ampleur nécessitant la destruction et reconstruction complète du tunnel, le Conseil départemental de l'Isère annonce le 19 juin l'impossibilité de faire passer une étape du Tour de France à cet endroit à la date prévue.
Le tracé initialement prévu reprenait quasiment celui de la 19e étape du Tour de France 2011 : départ de Modane, puis passage par le col du Télégraphe, suivi du col du Galibier, gravi cette fois intégralement (l'étape de 2011 passait par le tunnel). Les coureurs seraient ensuite redescendus vers la vallée de l'Oisans après être passés par le col du Lautaret, avant d'atteindre Le Bourg-d'Oisans et de monter vers l'Alpe d'Huez.
En conséquence de ce changement de parcours, le souvenir Henri-Desgrange, qui récompense le coureur passé en tête sur le toit du Tour, initialement prévu au sommet du Galibier (2 642 m), a été attribué au col d'Allos (2 250 m), juste avant l’arrivée de la 17e étape à Pra-Loup.

## Résultats

### Classement de l'étape
| Classement de la 20e étape | Classement de la 20e étape | Classement de la 20e étape | Classement de la 20e étape | Classement de la 20e étape |
|                            | Coureur                    | Pays                       | Équipe                     | Temps                      |
| -------------------------- | -------------------------- | -------------------------- | -------------------------- | -------------------------- |
| 1er                        | Thibaut Pinot              | France                     | FDJ                        | en 3 h 17 min 21 s         |
| 2e                         | Nairo Quintana             | Colombie                   | Movistar                   | + 18 s                     |
| 3e                         | Ryder Hesjedal             | Canada                     | Cannondale-Garmin          | + 41 s                     |
| 4e                         | Alejandro Valverde         | Espagne                    | Movistar                   | + 1 min 38 s               |
| 5e                         | Christopher Froome         | Royaume-Uni                | Sky                        | m.t.                       |
| 6e                         | Pierre Rolland             | France                     | Europcar                   | + 1 min 41 s               |
| 7e                         | Richie Porte               | Australie                  | Sky                        | + 2 min 11 s               |
| 8e                         | Winner Anacona             | Colombie                   | Movistar                   | + 2 min 32 s               |
| 9e                         | Wouter Poels               | Pays-Bas                   | Sky                        | + 2 min 50 s               |
| 10e                        | Rubén Plaza                | Espagne                    | Lampre-Merida              | m.t.                       |
| modifier                   |                            |                            |                            |                            |

### Points attribués
| Sprint intermédiaire Le Bourg-d'Oisans (km 94,5) | Sprint intermédiaire Le Bourg-d'Oisans (km 94,5) | Sprint intermédiaire Le Bourg-d'Oisans (km 94,5) | Sprint intermédiaire Le Bourg-d'Oisans (km 94,5) | Sprint intermédiaire Le Bourg-d'Oisans (km 94,5) |
| ------------------------------------------------ | ------------------------------------------------ | ------------------------------------------------ | ------------------------------------------------ | ------------------------------------------------ |
|                                                  | Coureur                                          | Pays                                             | Équipe                                           | Point(s)                                         |
| 1er                                              | Alexandre Geniez                                 | France                                           | FDJ                                              | 20                                               |
| 2e                                               | Ramūnas Navardauskas                             | Lituanie                                         | Cannondale-Garmin                                | 17                                               |
| 3e                                               | José Serpa                                       | Colombie                                         | Lampre-Merida                                    | 15                                               |
| 4e                                               | Ryder Hesjedal                                   | Canada                                           | Cannondale-Garmin                                | 13                                               |
| 5e                                               | Rubén Plaza                                      | Espagne                                          | Lampre-Merida                                    | 11                                               |
| 6e                                               | Thibaut Pinot                                    | France                                           | FDJ                                              | 10                                               |
| 7e                                               | Pierre Rolland                                   | France                                           | Europcar                                         | 9                                                |
| 8e                                               | Nicolas Edet                                     | France                                           | Cofidis                                          | 8                                                |
| 9e                                               | Lars Bak                                         | Danemark                                         | Lotto-Soudal                                     | 7                                                |
| 10e                                              | Winner Anacona                                   | Colombie                                         | Movistar                                         | 6                                                |
| 11e                                              | Thomas De Gendt                                  | Belgique                                         | Lotto-Soudal                                     | 5                                                |
| 12e                                              | Jonathan Castroviejo                             | Espagne                                          | Movistar                                         | 4                                                |
| 13e                                              | Geraint Thomas                                   | Royaume-Uni                                      | Sky                                              | 3                                                |
| 14e                                              | Wouter Poels                                     | Pays-Bas                                         | Sky                                              | 2                                                |
| 15e                                              | Richie Porte                                     | Australie                                        | Sky                                              | 1                                                |
| modifier                                         |                                                  |                                                  |                                                  |                                                  |

| Arrivée d'étape L'Alpe-d'Huez (km 110,5) | Arrivée d'étape L'Alpe-d'Huez (km 110,5) | Arrivée d'étape L'Alpe-d'Huez (km 110,5) | Arrivée d'étape L'Alpe-d'Huez (km 110,5) | Arrivée d'étape L'Alpe-d'Huez (km 110,5) |
| ---------------------------------------- | ---------------------------------------- | ---------------------------------------- | ---------------------------------------- | ---------------------------------------- |
|                                          | Coureur                                  | Pays                                     | Équipe                                   | Point(s)                                 |
| 1er                                      | Thibaut Pinot                            | France                                   | FDJ                                      | 20                                       |
| 2e                                       | Nairo Quintana                           | Colombie                                 | Movistar                                 | 17                                       |
| 3e                                       | Ryder Hesjedal                           | Canada                                   | Cannondale-Garmin                        | 15                                       |
| 4e                                       | Alejandro Valverde                       | Espagne                                  | Movistar                                 | 13                                       |
| 5e                                       | Christopher Froome                       | Royaume-Uni                              | Sky                                      | 11                                       |
| 6e                                       | Pierre Rolland                           | France                                   | Europcar                                 | 10                                       |
| 7e                                       | Richie Porte                             | Australie                                | Sky                                      | 9                                        |
| 8e                                       | Winner Anacona                           | Colombie                                 | Movistar                                 | 8                                        |
| 9e                                       | Wouter Poels                             | Pays-Bas                                 | Sky                                      | 7                                        |
| 10e                                      | Rubén Plaza                              | Espagne                                  | Lampre-Merida                            | 6                                        |
| 11e                                      | Simon Yates                              | Royaume-Uni                              | Orica-GreenEDGE                          | 5                                        |
| 12e                                      | Joaquim Rodríguez                        | Espagne                                  | Katusha                                  | 4                                        |
| 13e                                      | Bob Jungels                              | Pays-Bas                                 | Trek Factory Racing                      | 3                                        |
| 14e                                      | Bauke Mollema                            | Pays-Bas                                 | Trek Factory Racing                      | 2                                        |
| 15e                                      | Vincenzo Nibali                          | Italie                                   | Astana                                   | 1                                        |
| modifier                                 |                                          |                                          |                                          |                                          |

| - Bonifications à l'arrivée \| \| Coureur \| Pays \| Équipe \| Bonifications \| \| - \| -------------- \| -------- \| ----------------- \| ------------- \| \| 1 \| Thibaut Pinot \| France \| FDJ \| 10 s \| \| 2 \| Nairo Quintana \| Colombie \| Movistar \| 6 s \| \| 3 \| Ryder Hesjedal \| Canada \| Cannondale-Garmin \| 4 s \| |                |          |                   |               |
| | Coureur        | Pays     | Équipe            | Bonifications |
| 1 | Thibaut Pinot  | France   | FDJ               | 10 s          |
| 2 | Nairo Quintana | Colombie | Movistar          | 6 s           |
| 3 | Ryder Hesjedal | Canada   | Cannondale-Garmin | 4 s           |

### Cols et côtes
| Col de la Croix de Fer n°2 (km 56) Hors catégorie | Col de la Croix de Fer n°2 (km 56) Hors catégorie | Col de la Croix de Fer n°2 (km 56) Hors catégorie | Col de la Croix de Fer n°2 (km 56) Hors catégorie | Col de la Croix de Fer n°2 (km 56) Hors catégorie |
| ------------------------------------------------- | ------------------------------------------------- | ------------------------------------------------- | ------------------------------------------------- | ------------------------------------------------- |
|                                                   | Coureur                                           | Pays                                              | Équipe                                            | Point(s)                                          |
| 1er                                               | Alexandre Geniez                                  | France                                            | FDJ                                               | 25                                                |
| 2e                                                | Ramūnas Navardauskas                              | Lituanie                                          | Cannondale-Garmin                                 | 20                                                |
| 3e                                                | Nicolas Edet                                      | France                                            | Cofidis                                           | 16                                                |
| 4e                                                | Lars Bak                                          | Danemark                                          | Lotto-Soudal                                      | 14                                                |
| 5e                                                | Nairo Quintana                                    | Colombie                                          | Movistar                                          | 12                                                |
| 6e                                                | Alejandro Valverde                                | Espagne                                           | Movistar                                          | 10                                                |
| 7e                                                | Christopher Froome                                | Royaume-Uni                                       | Sky                                               | 8                                                 |
| 8e                                                | Vincenzo Nibali                                   | Italie                                            | Astana                                            | 6                                                 |
| 9e                                                | Ryder Hesjedal                                    | Canada                                            | Cannondale-Garmin                                 | 4                                                 |
| 10e                                               | Thibaut Pinot                                     | France                                            | FDJ                                               | 2                                                 |
| modifier                                          |                                                   |                                                   |                                                   |                                                   |

| L'Alpe-d'Huez (km 110,5) Arrivée d'étape - Hors catégorie | L'Alpe-d'Huez (km 110,5) Arrivée d'étape - Hors catégorie | L'Alpe-d'Huez (km 110,5) Arrivée d'étape - Hors catégorie | L'Alpe-d'Huez (km 110,5) Arrivée d'étape - Hors catégorie | L'Alpe-d'Huez (km 110,5) Arrivée d'étape - Hors catégorie |
| --------------------------------------------------------- | --------------------------------------------------------- | --------------------------------------------------------- | --------------------------------------------------------- | --------------------------------------------------------- |
|                                                           | Coureur                                                   | Pays                                                      | Équipe                                                    | Point(s)                                                  |
| 1er                                                       | Thibaut Pinot                                             | France                                                    | FDJ                                                       | 50                                                        |
| 2e                                                        | Nairo Quintana                                            | Colombie                                                  | Movistar                                                  | 40                                                        |
| 3e                                                        | Ryder Hesjedal                                            | Canada                                                    | Cannondale-Garmin                                         | 32                                                        |
| 4e                                                        | Alejandro Valverde                                        | Espagne                                                   | Movistar                                                  | 28                                                        |
| 5e                                                        | Christopher Froome                                        | Royaume-Uni                                               | Sky                                                       | 24                                                        |
| 6e                                                        | Pierre Rolland                                            | France                                                    | Europcar                                                  | 20                                                        |
| 7e                                                        | Richie Porte                                              | Australie                                                 | Sky                                                       | 16                                                        |
| 8e                                                        | Winner Anacona                                            | Colombie                                                  | Movistar                                                  | 12                                                        |
| 9e                                                        | Wouter Poels                                              | Pays-Bas                                                  | Sky                                                       | 8                                                         |
| 10e                                                       | Rubén Plaza                                               | Espagne                                                   | Lampre-Merida                                             | 4                                                         |
| modifier                                                  |                                                           |                                                           |                                                           |                                                           |

## Classements à l'issue de l'étape

### Classement général
| Classement général | Classement général | Classement général | Classement général  | Classement général  |
|                    | Coureur            | Pays               | Équipe              | Temps               |
| ------------------ | ------------------ | ------------------ | ------------------- | ------------------- |
| 1er                | Christopher Froome | Royaume-Uni        | Sky                 | en 81 h 56 min 33 s |
| 2e                 | Nairo Quintana     | Colombie           | Movistar            | + 1 min 12 s        |
| 3e                 | Alejandro Valverde | Espagne            | Movistar            | + 5 min 25 s        |
| 4e                 | Vincenzo Nibali    | Italie             | Astana              | + 8 min 36 s        |
| 5e                 | Alberto Contador   | Espagne            | Tinkoff-Saxo        | + 9 min 48 s        |
| 6e                 | Robert Gesink      | Pays-Bas           | Lotto NL-Jumbo      | + 10 min 47 s       |
| 7e                 | Bauke Mollema      | Pays-Bas           | Trek Factory Racing | + 15 min 14 s       |
| 8e                 | Mathias Frank      | Suisse             | IAM                 | + 15 min 39 s       |
| 9e                 | Romain Bardet      | France             | AG2R La Mondiale    | + 16 min 0 s        |
| 10e                | Pierre Rolland     | France             | Europcar            | + 17 min 30 s       |
| modifier           |                    |                    |                     |                     |

### Classement par points
| Classement par points | Classement par points | Classement par points | Classement par points | Classement par points |
| --------------------- | --------------------- | --------------------- | --------------------- | --------------------- |
|                       | Coureur               | Pays                  | Équipe                | Point(s)              |
| 1er                   | Peter Sagan           | Slovaquie             | Tinkoff-Saxo          | 420 points            |
| 2e                    | André Greipel         | Allemagne             | Lotto-Soudal          | 316 pts               |
| 3e                    | John Degenkolb        | Allemagne             | Giant-Alpecin         | 281 pts               |
| 4e                    | Mark Cavendish        | Royaume-Uni           | Etixx-Quick Step      | 192 pts               |
| 5e                    | Christopher Froome    | Royaume-Uni           | Sky                   | 139 pts               |
| 6e                    | Bryan Coquard         | France                | Europcar              | 122 pts               |
| 7e                    | Thibaut Pinot         | France                | FDJ                   | 113 pts               |
| 8e                    | Alejandro Valverde    | Espagne               | Movistar              | 103 pts               |
| 9e                    | Thomas De Gendt       | Belgique              | Lotto-Soudal          | 90 pts                |
| 10e                   | Rubén Plaza           | Espagne               | Lampre-Merida         | 86 pts                |
| modifier              |                       |                       |                       |                       |

### Classement du meilleur grimpeur
| Classement du meilleur grimpeur | Classement du meilleur grimpeur | Classement du meilleur grimpeur | Classement du meilleur grimpeur | Classement du meilleur grimpeur |
| ------------------------------- | ------------------------------- | ------------------------------- | ------------------------------- | ------------------------------- |
|                                 | Coureur                         | Pays                            | Équipe                          | Point(s)                        |
| 1er                             | Christopher Froome              | Royaume-Uni                     | Sky                             | 119 points                      |
| 2e                              | Nairo Quintana                  | Colombie                        | Movistar                        | 108 pts                         |
| 3e                              | Romain Bardet                   | France                          | AG2R La Mondiale                | 90 pts                          |
| 4e                              | Thibaut Pinot                   | France                          | FDJ                             | 82 pts                          |
| 5e                              | Joaquim Rodríguez               | Espagne                         | Katusha                         | 78 pts                          |
| 6e                              | Pierre Rolland                  | France                          | Europcar                        | 74 pts                          |
| 7e                              | Alejandro Valverde              | Espagne                         | Movistar                        | 72 pts                          |
| 8e                              | Jakob Fuglsang                  | Danemark                        | Astana                          | 64 pts                          |
| 9e                              | Richie Porte                    | Australie                       | Sky                             | 58 pts                          |
| 10e                             | Serge Pauwels                   | Belgique                        | MTN-Qhubeka                     | 55 pts                          |
| modifier                        |                                 |                                 |                                 |                                 |

### Classement du meilleur jeune
| Classement général du meilleur jeune | Classement général du meilleur jeune | Classement général du meilleur jeune | Classement général du meilleur jeune | Classement général du meilleur jeune |
|                                      | Coureur                              | Pays                                 | Équipe                               | Temps                                |
| ------------------------------------ | ------------------------------------ | ------------------------------------ | ------------------------------------ | ------------------------------------ |
| 1er                                  | Nairo Quintana                       | Colombie                             | Movistar                             | en 81 h 57 min 45 s                  |
| 2e                                   | Romain Bardet                        | France                               | AG2R La Mondiale                     | + 14 min 48 s                        |
| 3e                                   | Warren Barguil                       | France                               | Giant-Alpecin                        | + 30 min 3 s                         |
| 4e                                   | Thibaut Pinot                        | France                               | FDJ                                  | + 37 min 40 s                        |
| 5e                                   | Bob Jungels                          | Luxembourg                           | Trek Factory Racing                  | + 1 h 32 min 9 s                     |
| modifier                             |                                      |                                      |                                      |                                      |

### Classement par équipes
| Classement par équipes | Classement par équipes | Classement par équipes | Classement par équipes |
|                        | Équipe                 | Pays                   | Temps                  |
| ---------------------- | ---------------------- | ---------------------- | ---------------------- |
| 1re                    | Movistar               | Espagne                | en 246 h 55 min 21 s   |
| 2e                     | Sky                    | Royaume-Uni            | + 57 min 23 s          |
| 3e                     | Tinkoff-Saxo           | Russie                 | + 1 h 0 min 12 s       |
| 4e                     | Astana                 | Kazakhstan             | + 1 h 12 min 9 s       |
| 5e                     | MTN-Qhubeka            | Afrique du Sud         | + 1 h 14 min 32 s      |
| modifier               |                        |                        |                        |